# 承光 (北齐)
承光（577年正月—三月）是北齊幼主高恆的年号，歷時數個月。

## 纪年
| 隆化 | 元年  |
| ---- | ----- |
| 公元 | 577年 |
| 干支 | 丁酉  |

## 參看
- 中国年号索引
  - 其他使用承光年號的政權
- 同期存在的其他政权年号
  - 天保（562年二月—585年十二月）：西梁政權梁明帝萧岿的年号
  - 太建（569年正月—582年十二月）：南朝陈政權陳宣帝陈顼的年号
  - 建德（572年三月—578年三月）：北周政权周武帝宇文邕年号
  - 延昌（561年—601年）：高昌政权麴乾固年号
  - 鴻濟（572年—584年）：新羅真智王之年號